# Waltershausen
Waltershausen est une ville allemande située dans l'arrondissement de Gotha, en Thuringe. Bâtie à l'ombre du château de Tenneberg, qui fut une des résidences des landgraves de Thuringe et siège du seul fabricant survivant de véhicules de l'ancienne RDA, c'est la deuxième ville de l'arrondissement. La célèbre école Salzmannschule (en) se trouve dans le village de Schnepfenthal qui dépend de Waltershausen.

## Géographie

Situation de Waltershausen dans l'arrondissement de Gotha.

Waltershausen est située dans le sud-ouest de l'arrondissement, à la limite avec l'arrondissement de Wartburg, entre le bassin de Thuringe et la forêt de Thuringe. L'altitude de la ville est de 325 m à la Place du Marché, l'altitude maximale étant de 519,9 m au Finstere Tanne, situé dans le sud de la commune. Waltershausen est environné de collines comme le Burgberg et le Geizenberg qui mesurent un peu plus de 400 m de hauteur.
Waltershausen est composé de la ville de Waltershausen elle-même et de trois villages, Wahlwinkel, Schnepfenthal et Langenhain ainsi que d'un quartier urbain, Ibenhain.
Communes limitrophes (en commençant par le nord et dans le sens des aiguilles d'une montre) : Hörsel, Leinatal, Friedrichroda, Tabarz, Emsetal et Hörselberg-Hainich.

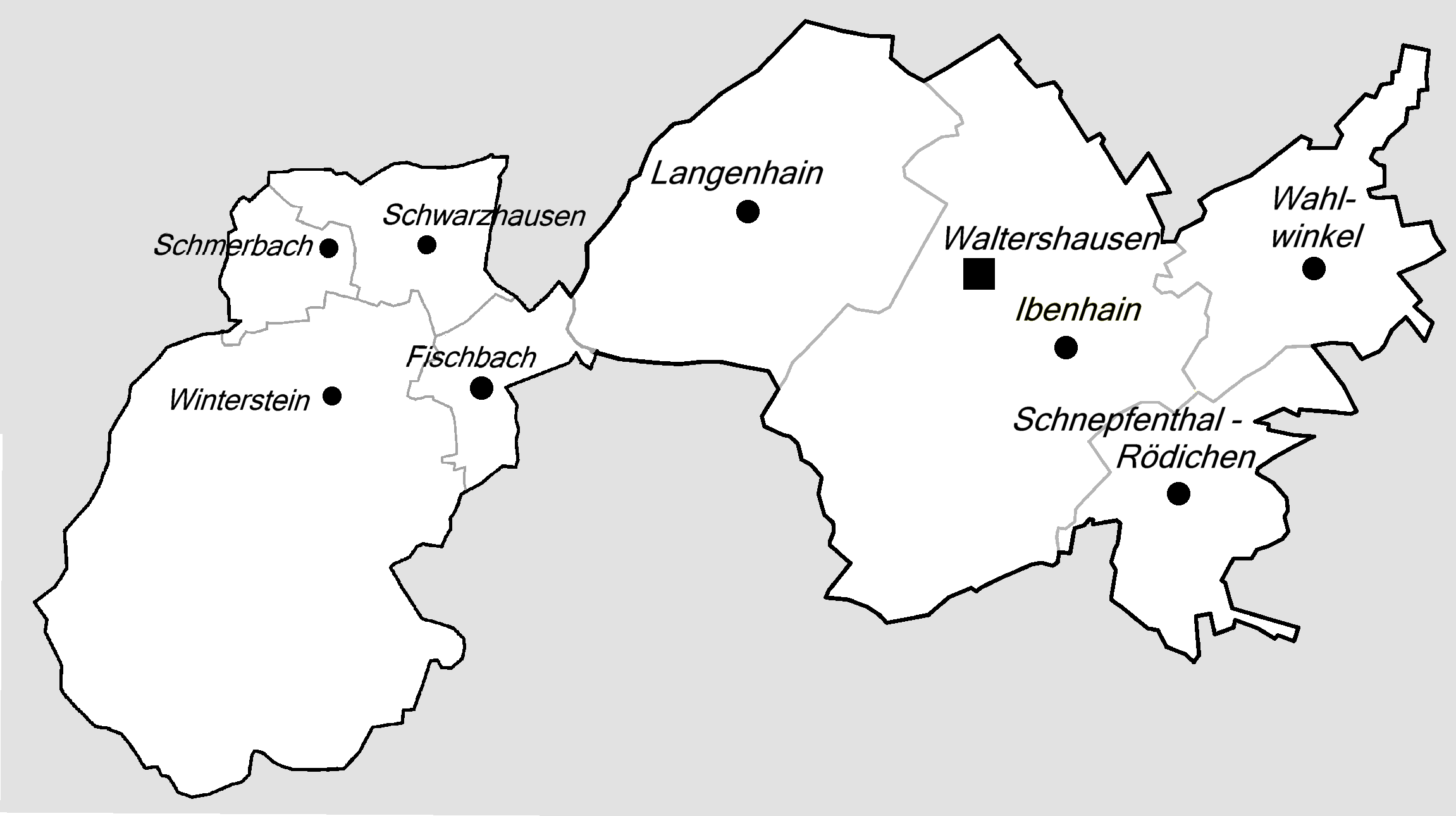
Les différents quartiers de Waltershausen

## Histoire

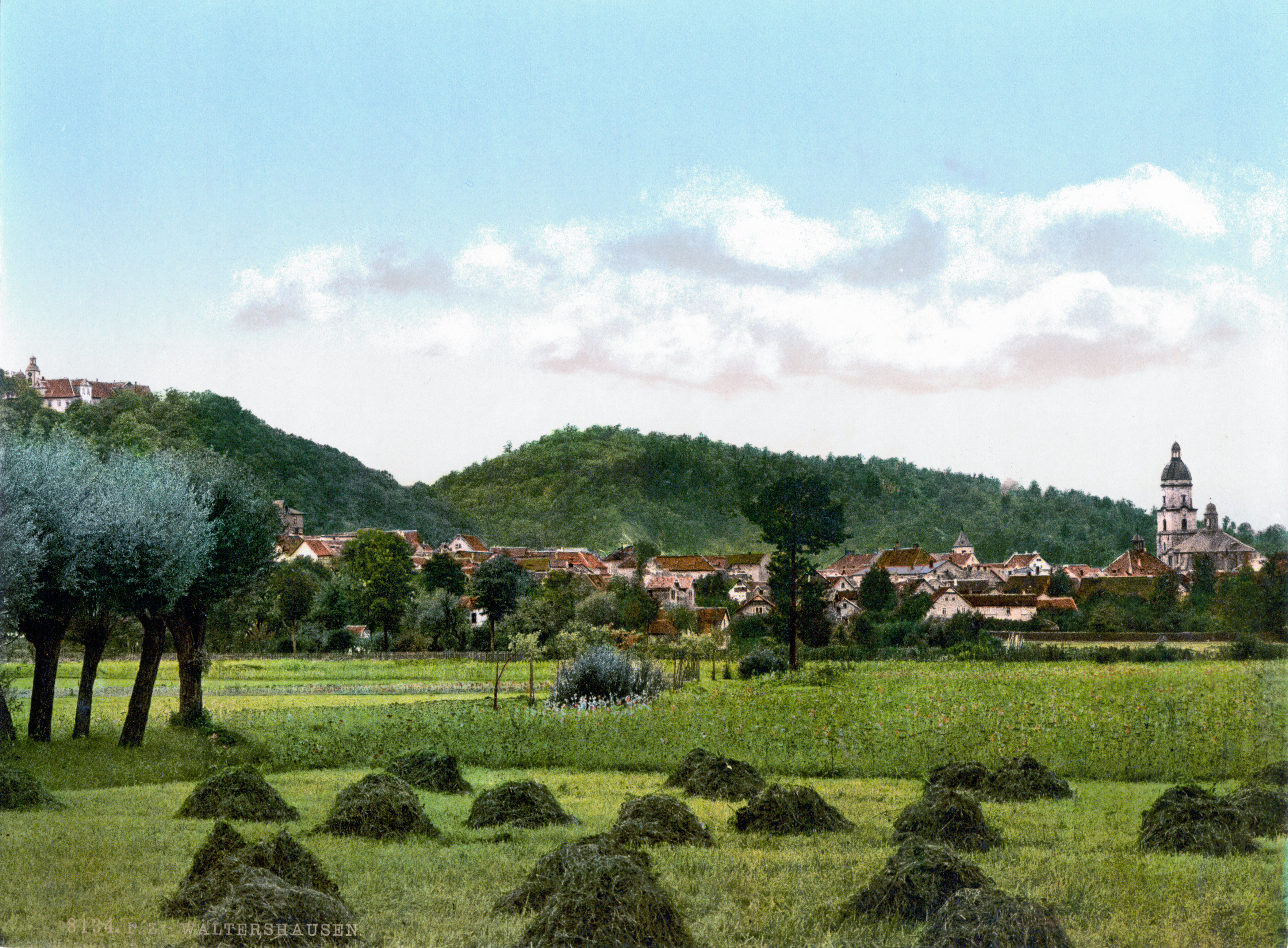
Waltershausen en 1900

Waltershausen doit son développement à sa situation au croisement de deux routes du sel, celle menant de Salzungen à Erfurt et celle menant d'Eisenach à Saalfeld.
La première mention du château de Tenneberg, château fort appartenant aux landgraves de Thuringe, date de 1176. La première mention écrite de la ville date, elle, de 1209 sous le nom de Waltherißhusin et elle est signalée comme appartenant aux comtes de Mühlberg.
En 1326, Waltershausen obtient les droits de ville, calqués sur ceux d'Eisenach.
En 1784, la Salzmannschule est fondée par Christian Gotthilf Salzmann dans le village de Schnepfenthal. Elle applique les nouvelles pratiques pédagogiques de Johann Christoph Friedrich GutsMuths intégrant notamment l'apprentissage du sport de manière régulière. C'est aujourd'hui un lycée renommé spécialisé dans l'apprentissage des langues étrangères, tout en cultivant les principes fondateurs de l'école.
Dès le début du XIXe siècle naît à Waltershausen la fabrication de poupées dont la ville devient la capitale nationale pendant tout le siècle. La production dure jusqu'en 1990. Ce n'est plus aujourd'hui qu'un souvenir admiré au musée du château.
Waltershausen est le chef-lieu d'un arrondissement du duché de Saxe-Gotha. En 1922, avec son intégration dans le nouveau land de Thuringe, la ville perd ce statut et est intégrée à l'arrondissement de Gotha.
En 1929, la ligne du tramway de Gotha, la Thüringerwladbahn, est prolongée jusqu'à Waltershausen.
Pendant la Seconde Guerre mondiale, plus de 600 prisonniers de guerre sont employés comme travailleurs forcés dans les usines de Waltershausen.
Les communes de Langenhain, Schnepfenthal et Wahlwinkel sont intégrées au territoire de Waltershausen en 1950.

## Démographie
Ville de Waltershausen :
| 1834  | 1900  | 1910  | 1925  | 1933  | 1939  | 1946   | 1950   | 1971   |
| ----- | ----- | ----- | ----- | ----- | ----- | ------ | ------ | ------ |
| 2 755 | 5 996 | 7 536 | 8 869 | 8 951 | 9 498 | 11 558 | 14 963 | 13 929 |

| 1981   | 1988   | 1995   | 2000   | 2005   | 2010   | - | - | - |
| ------ | ------ | ------ | ------ | ------ | ------ | - | - | - |
| 13 766 | 14 020 | 12 164 | 11 727 | 11 185 | 10 668 | - | - | - |

Commune de Langenhain :
| 1910  | 1925  | 1933  | 1939  |
| ----- | ----- | ----- | ----- |
| 1 002 | 1 112 | 1 211 | 1 270 |

## Politique
Le maire élu le 7 mai 2006 est M. Michael Brychcy de la CDU avec 76,5 % des suffrages exprimés.
À la suite des élections municipales du 7 juin 2009, le Conseil municipal, composé de 24 sièges, est composé comme suit :
| Parti                 | Nombre de conseillers | Pourcentage de voix |
| --------------------- | --------------------- | ------------------- |
| CDU                   | 13                    | 53,3 %              |
| SPD                   | 4                     | 17,5 %              |
| Burger Initiative     | 4                     | 14,9 %              |
| Die Linke             | 3                     | 16,9 %              |
| Alliance 90/Les Verts | 1                     | 2,5 %               |
| FDP                   | 0                     | 2,4 %               |

## Monuments
- Château de Tenneberg. Il existe depuis le XIIe siècle mais il a pris sa forme actuelle et son style baroque au XVIIIe siècle. La salle de bal (1719), la cage d'escalier (1718) et la chapelle (1721) en sont les éléments les plus remarquables. Château fort des landgraves de Thuringe protégeant le monastère de Reinhardsbrunn puis pavillon de chasse des ducs de Gotha, il est aujourd'hui un musée historique et ethnographique présentant Waltershausen.
- Hôtel de Ville (Rathaus) datant de 1441 et Place du Marché (Markplatz).
- Église paroissiale de style baroque reconstruite après les destructions de la Guerre de Trente Ans sous le règne du duc Frédéric II de Saxe-Gotha-Altenbourg qui renferme le plus grand orgue baroque de Thuringe dû au facteur Tobias Heinrich Gottfried Trost.
- Chapelle des Saintes Femmes d'Ibenhain, lieu de pèlerinage populaire jusqu'à la Réforme protestante, rénovée au XVIIIe siècle.
- Église Ste Marie Madeleine de Langenhain au décor baroque datant des années 1763-1768 et qui abrite des fresques du XIIIe siècle.
- Église St Gothard de Wahlwinkel datant du XVe siècle.

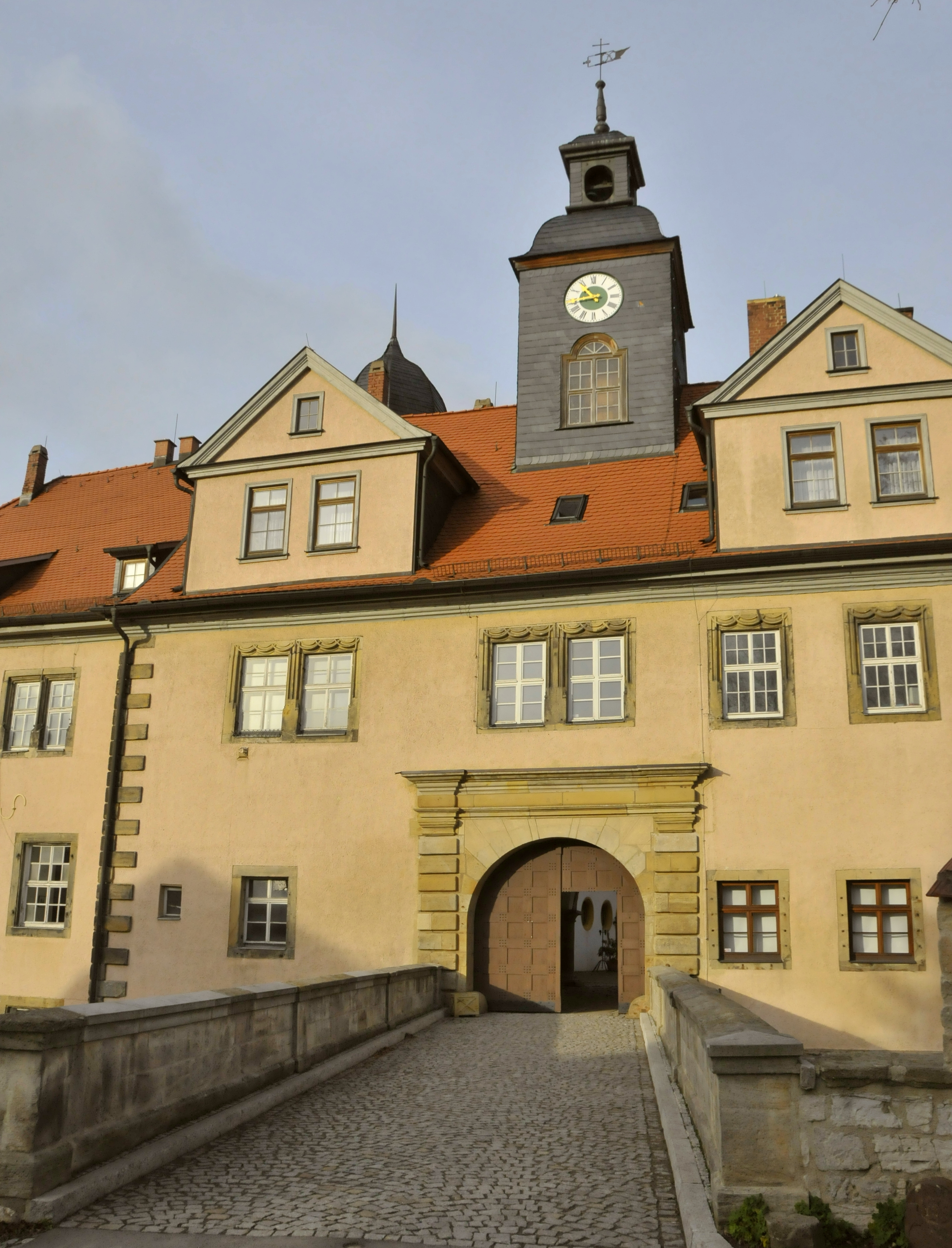
Entrée du château de Tenneberg
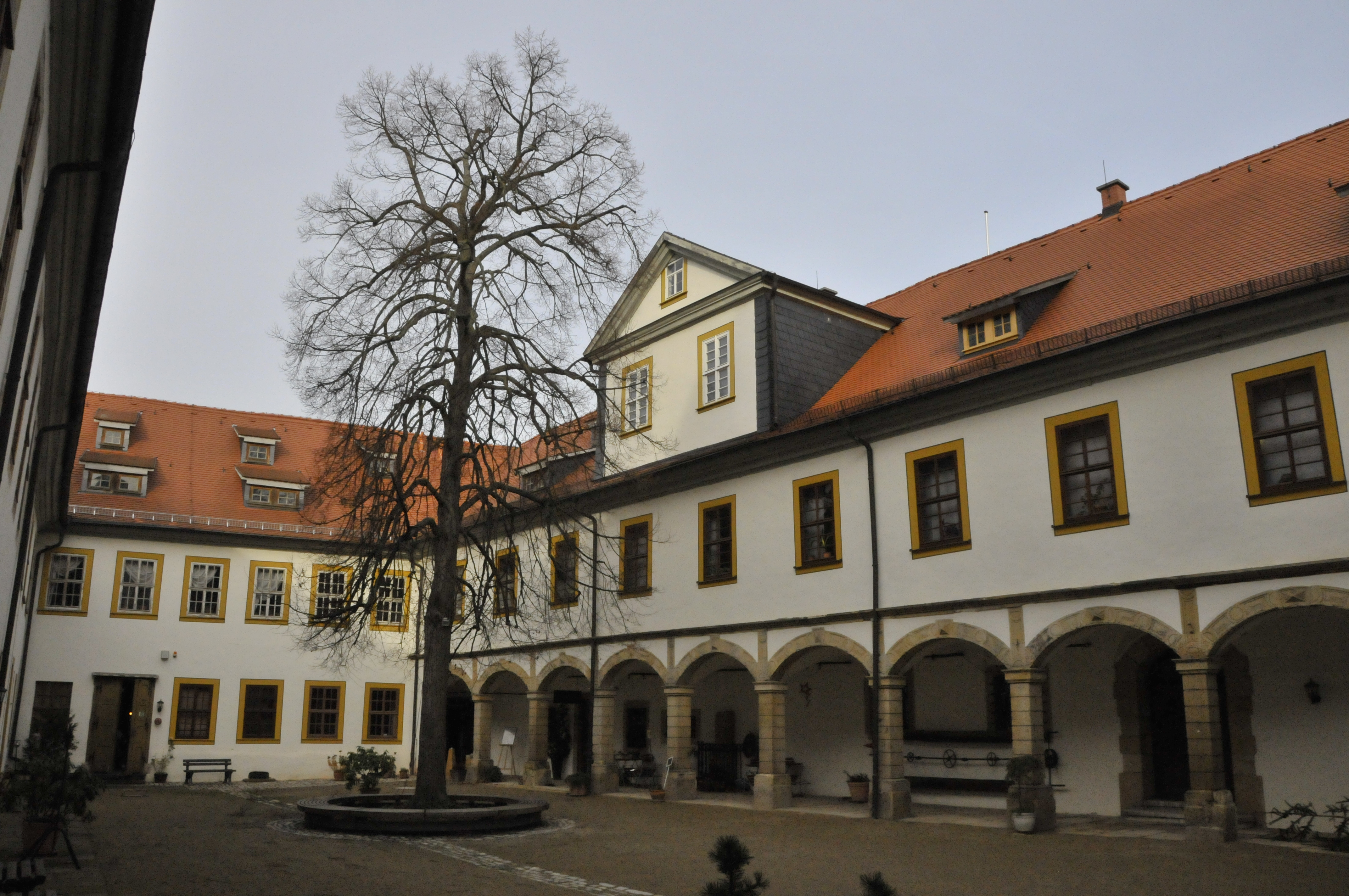
Cour du château
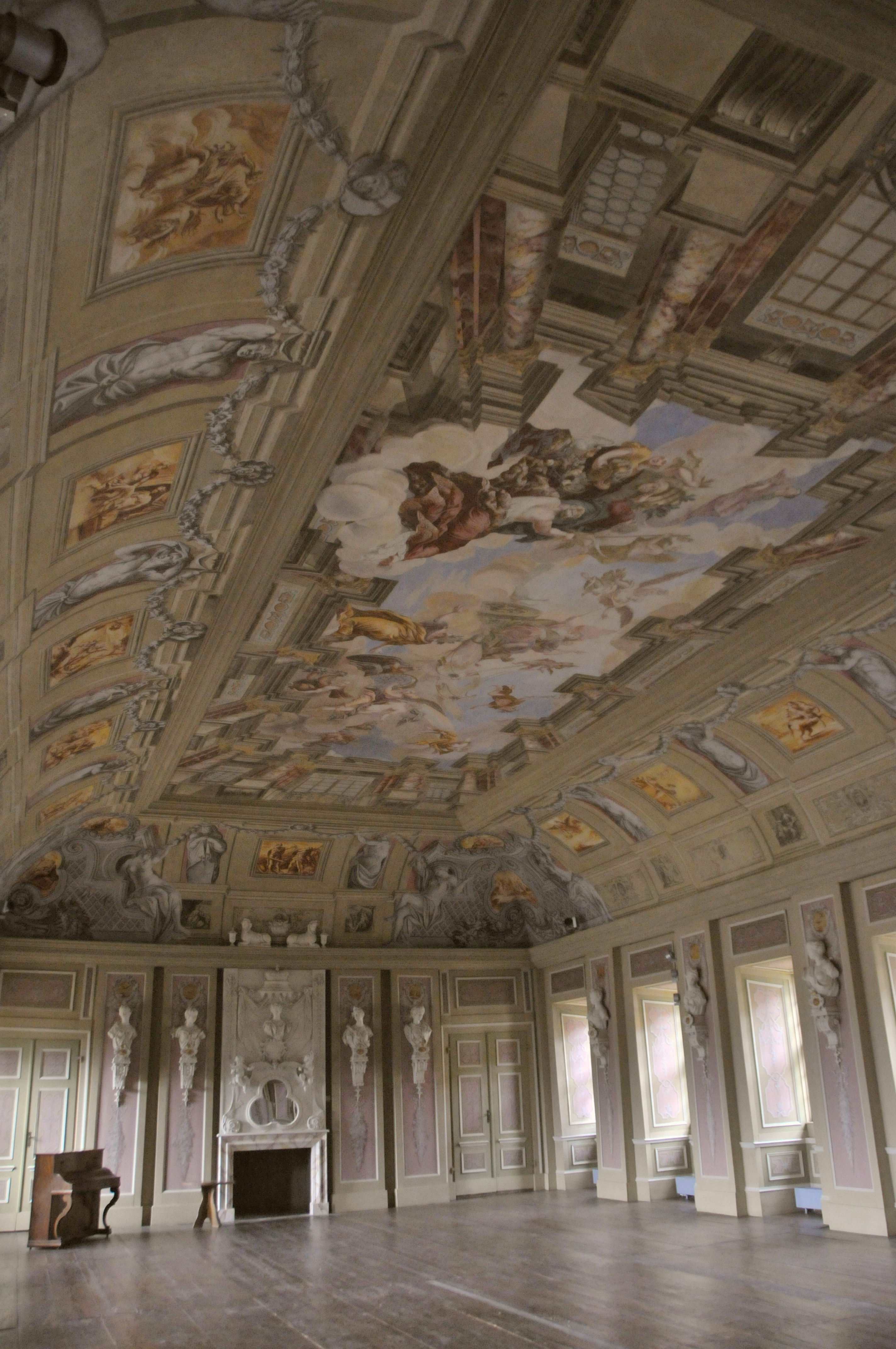
La salle de bal du château
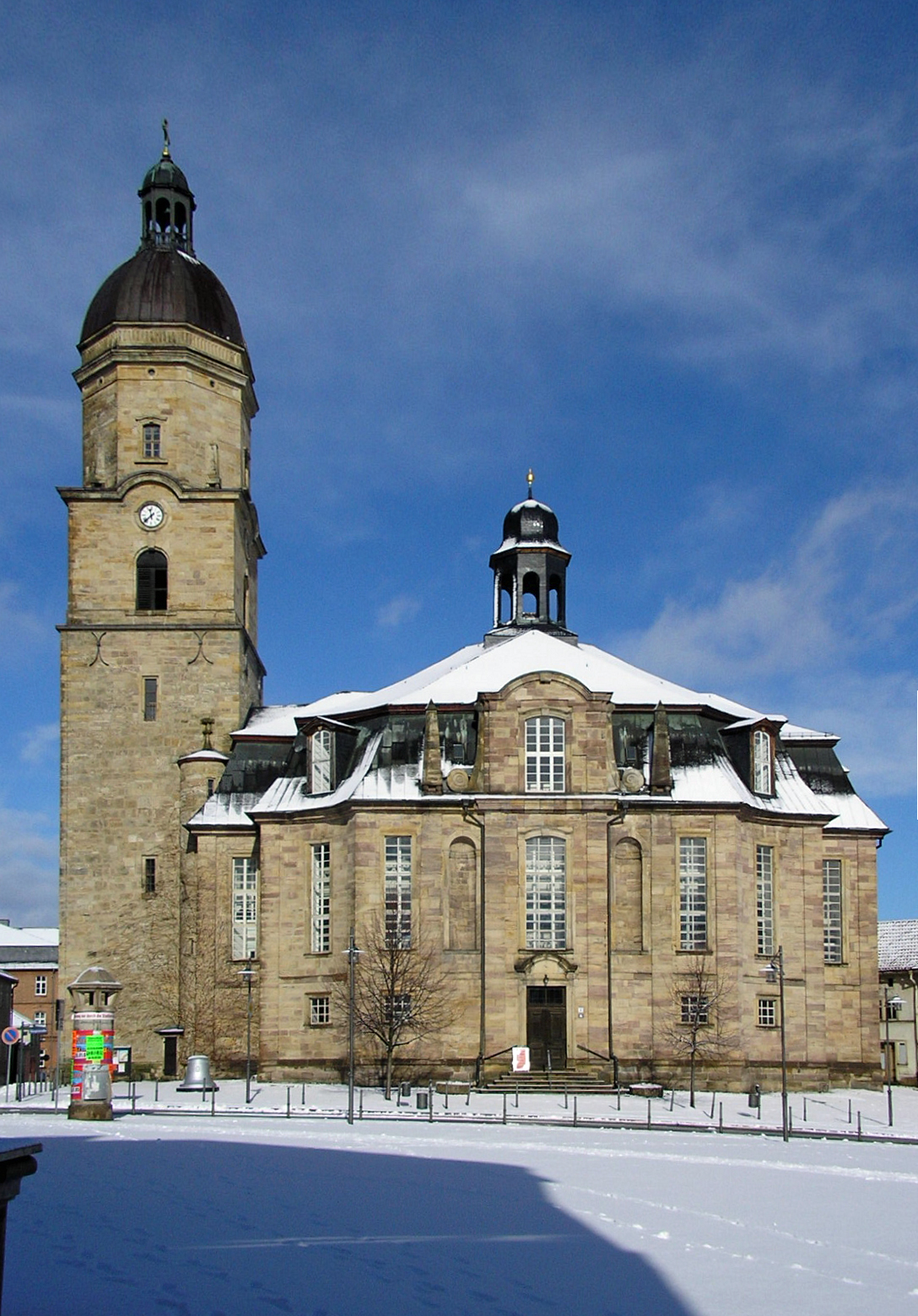
L'église parioissiale de Waltershausen.
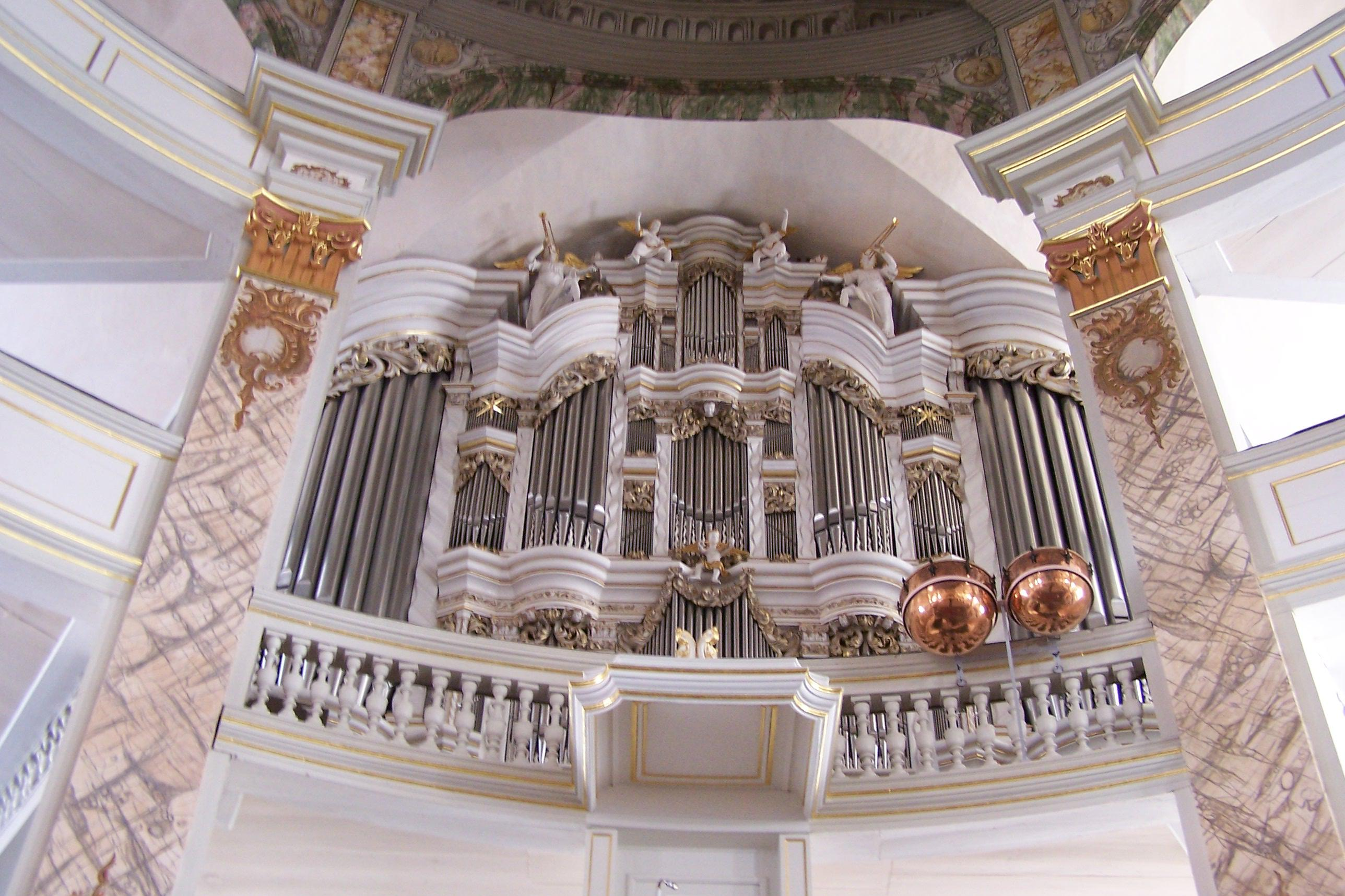
Les orgues de l'église de Waltershausen
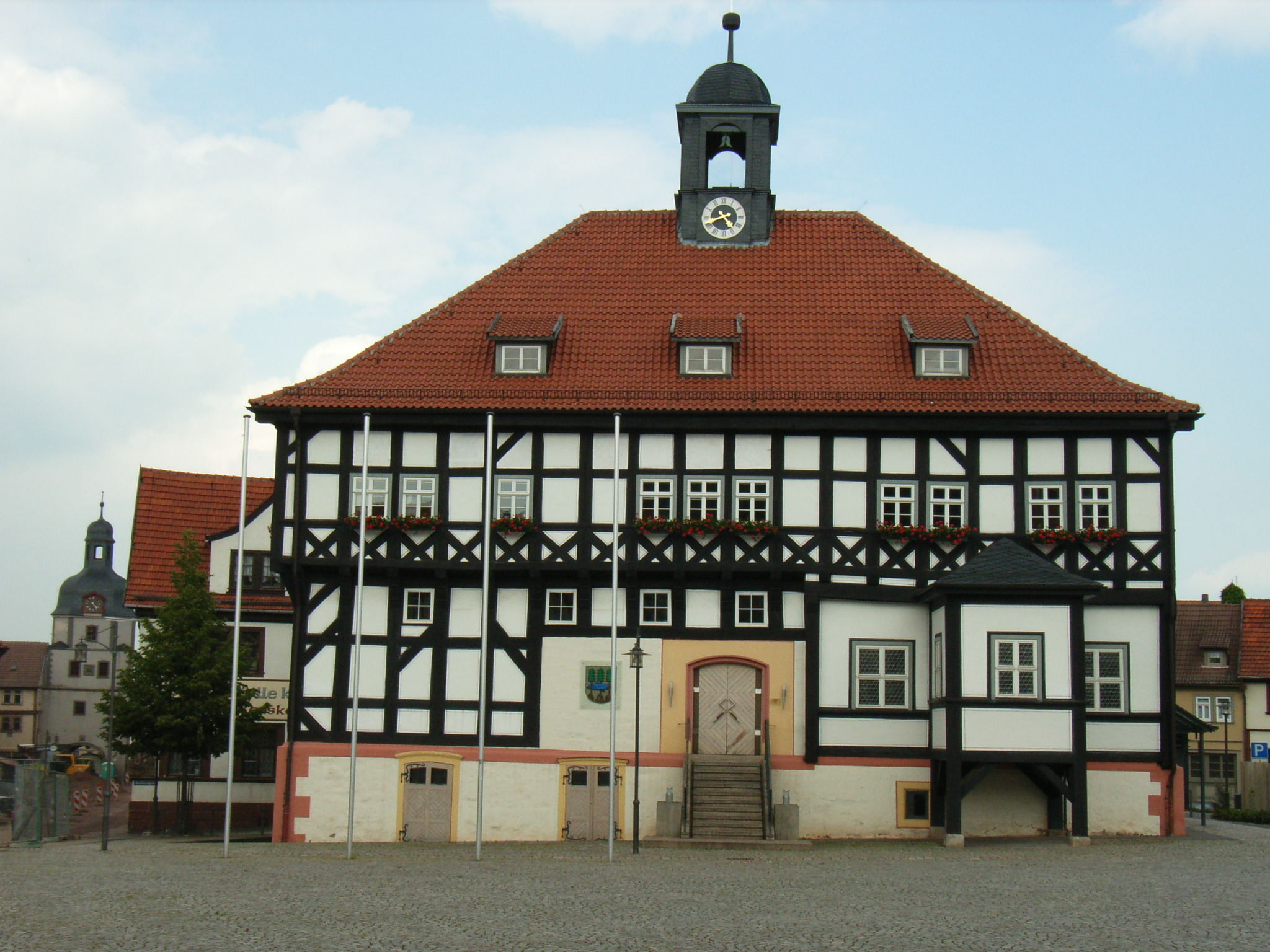
L'hôtel de ville de Waltershausen.
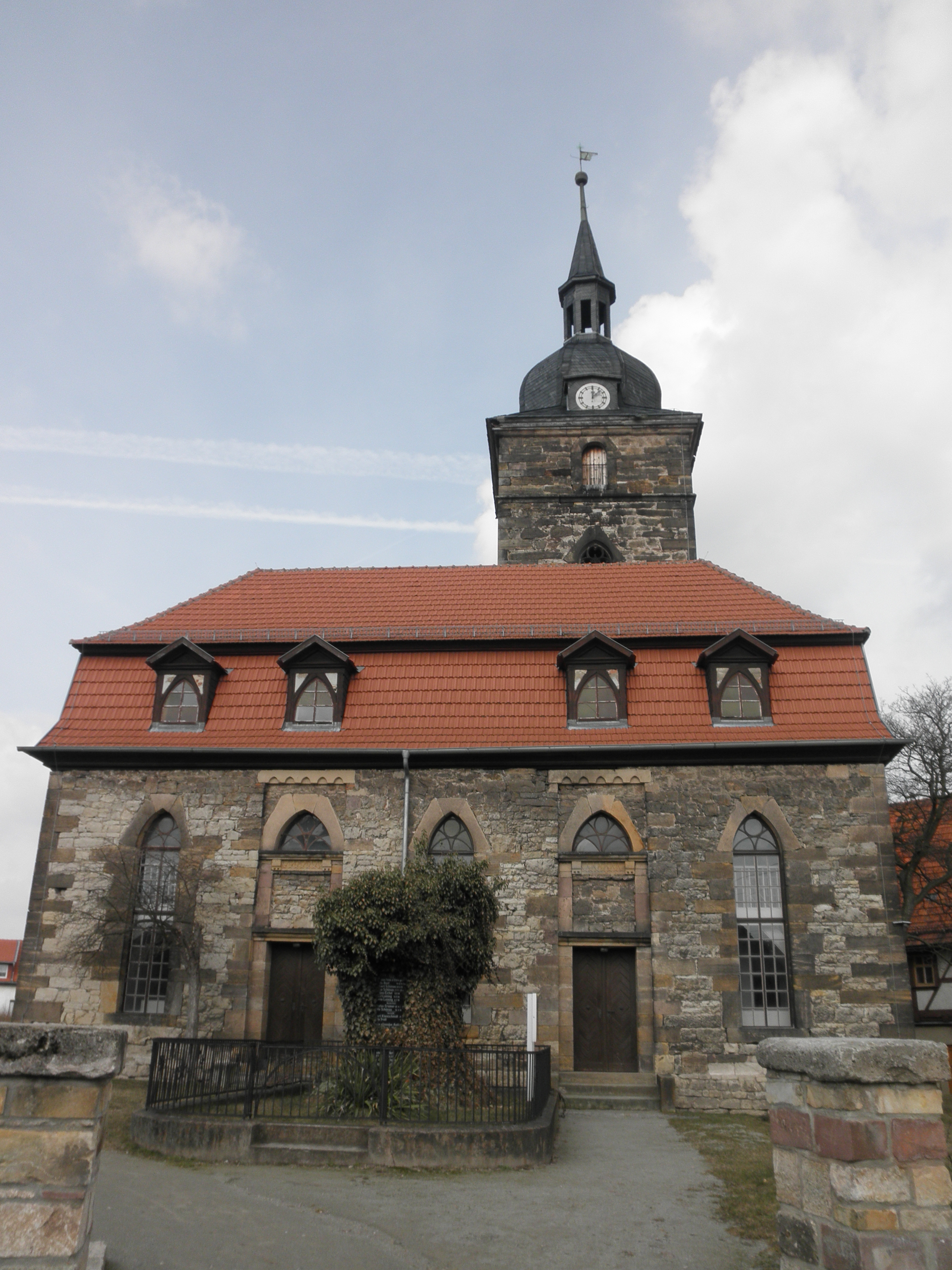
L'église St Gothard de Wahlwinkel
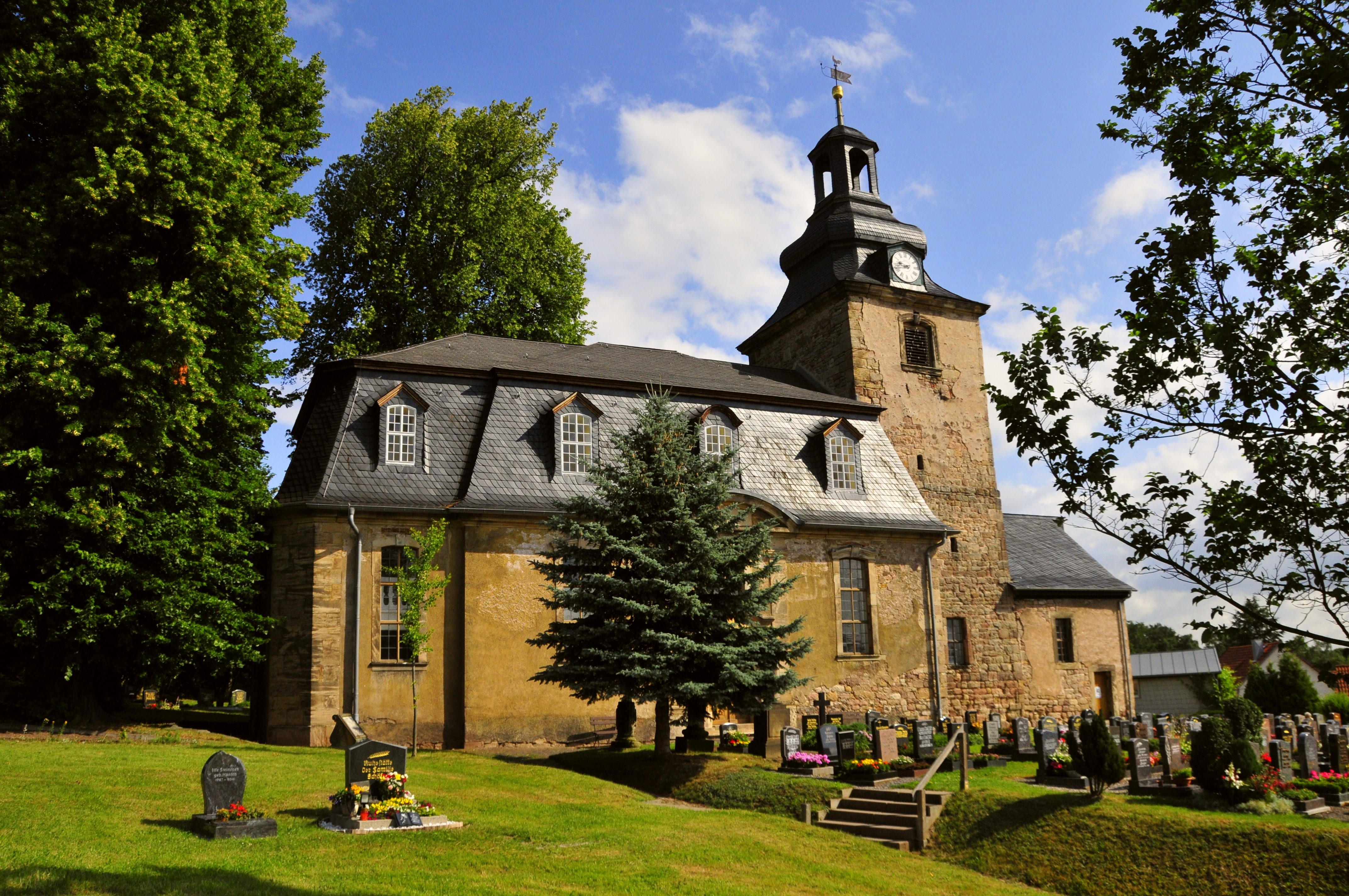
L'église Ste Marie-Madeleine de Langenhain
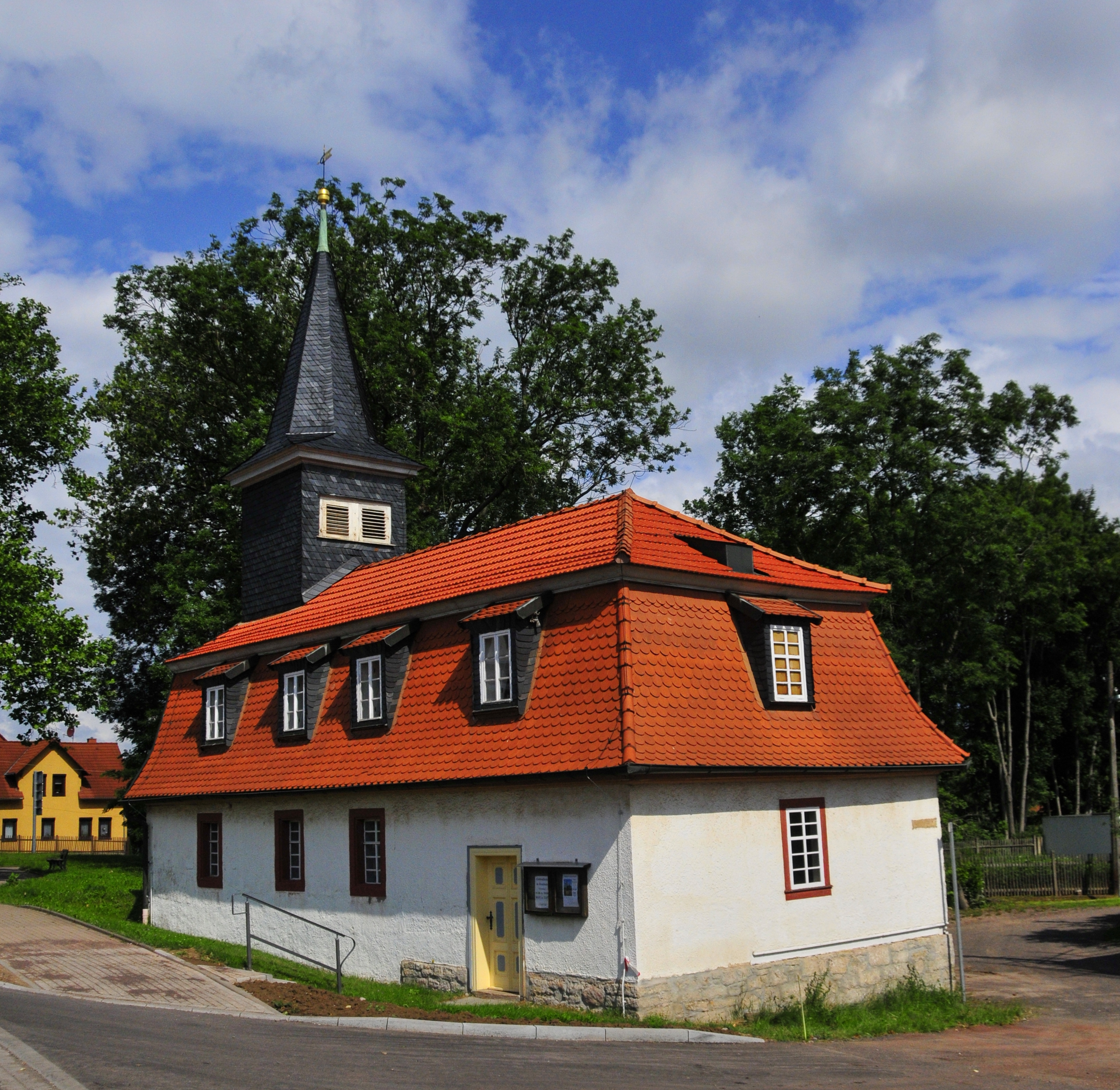
La chapelle d'Ibenhain

## Économie
- Multicar Spezialfahrzeuge GmbH. Fondée en 1920 fabrique des camionnettes et de petits véhicules de service pour les collectivités. C'est la seule survivante de cette branche d'activité de la défunte RDA et elle emploie 2 400 ouvriers.
- Phoenix Dichhungstechnik GmbH, fabricant d'élastomère et d'objets en caoutchouc.
- Orgebau Waltershausen GmbH. Constructeur, restaurateur et entretien des orgues de toutes dimensions.

## Communications
Waltershausen est desservie par la sortie 41a de l'autoroute A4 Francfort-sur-le-Main-Dresde. La route nationale B88 Eisenach-Ilmenau est située à quelques kilomètres au sud.
Autres routes régionales :
- L1029 vers Teutleben ;
- L1025 vers Mechterstädt, Ernstroda et Georgenthal ;
- L1027 vers Langenhain, Tabarz et Gotha ;
- L1026 vers Reinhardsbrunn et Friedrichroda.

Une ligne ferroviaire permet de rejoindre Fröttstädt sur la ligne Eisenach-Gotha. La ligne de tramway n°6 rejoint Gotha.

## Jumelages
- Bruay-sur-l’Escaut, France (Nord) depuis 1963
- Korbach, Allemagne (Hesse) depuis 1990
- Wolbrom, Pologne (Voïvodie de Petite-Pologne) depuis 2000
- Saint-Quentin, France (Picardie)
- Hanau, Allemagne (Hesse) depuis 1990

## Personnalités
- Johann Matthäus Bechstein, (1757-1822), zoologiste et naturaliste ;
- Klaus Bonsack (1941-2023), ancien lugeur ;
- Margit Schumann (1952-), ancienne lugeuse.
- Julius Kühn (1887-1970), était directeur à l'école secondaire depuis 1934